# Bysjön (Husby socken, Dalarna)
Bysjön är en sjö i Hedemora kommun i Dalarna och ingår i Dalälvens huvudavrinningsområde. Sjön har en area på 0,941 kvadratkilometer och ligger 108 meter över havet. Sjön avvattnas av vattendraget Långshytteån (Glasån).

## Delavrinningsområde
Bysjön ingår i det delavrinningsområde (670224-151904) som SMHI kallar för Utloppet av Bysjön. Medelhöjden är 137 meter över havet och ytan är 4,19 kvadratkilometer. Räknas de 23 avrinningsområdena uppströms in blir den ackumulerade arean 207,26 kvadratkilometer. Långshytteån (Glasån) som avvattnar avrinningsområdet har biflödesordning 2, vilket innebär att vattnet flödar genom totalt 2 vattendrag innan det når havet efter 179 kilometer. Avrinningsområdet består mestadels av skog (45 procent), öppen mark (11 procent) och jordbruk (17 procent). Avrinningsområdet har 0,94 kvadratkilometer vattenytor vilket ger det en sjöprocent på 22,5 procent.